# Medicago marina

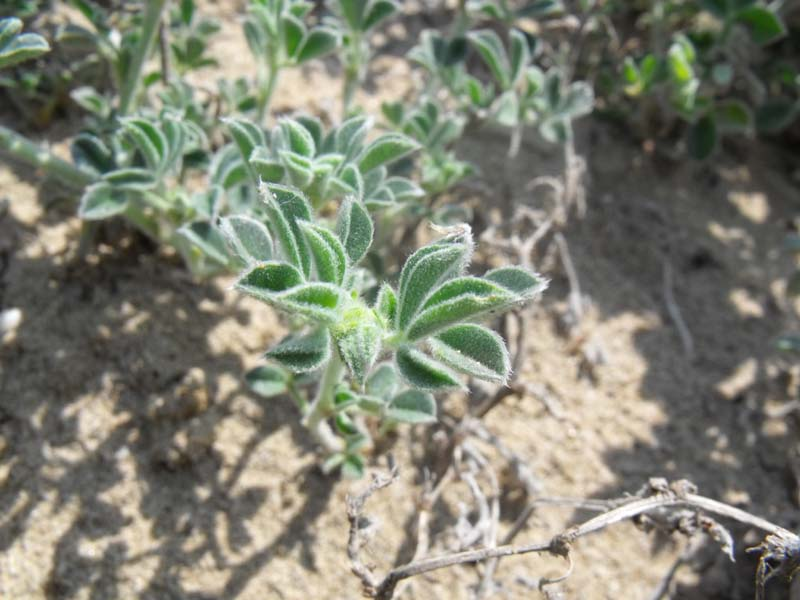
Detall de les fulles trifoliades de Medicago marina

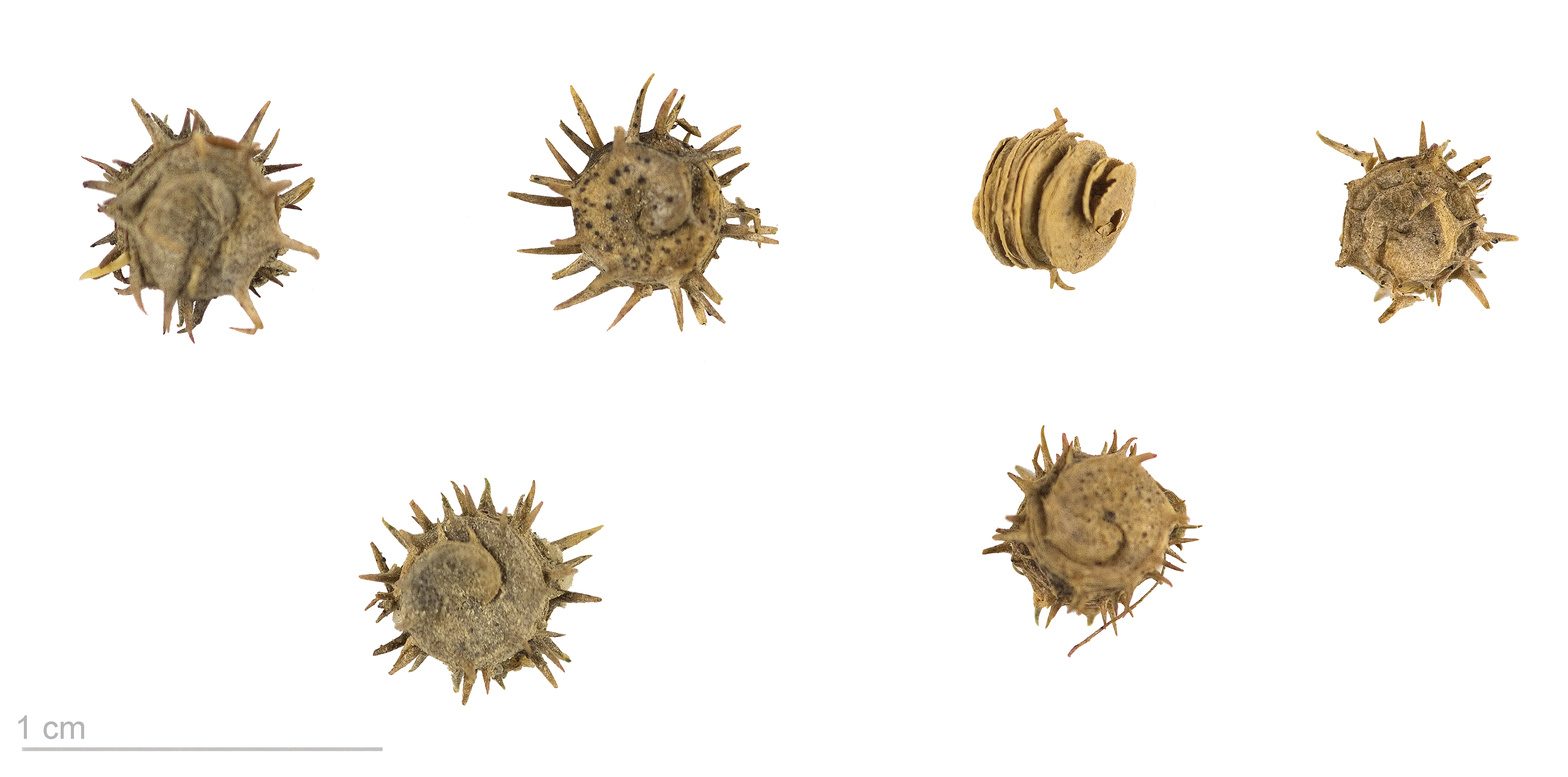
Mostra de fruits i llavors de Medicago marina

El melgó marí (Medicago marina) és una espècie classificada a la família de les fabàcies de distribució Mediterrània que prolifera en sorres i dunes marítimes, hàbitats costaners.
És una herba perenne, de color gris a gris verdós, ramificada i postrada, amb tiges de 10 a 50 cm. Les tiges són molt pàlides i peloses. Tant les fulles trifoliades com les gemmes, estan densament cobertes de pèls suaus. Els folíols sempre tenen cert grau de plegament respecte a llur nervi central. Les petites flors grogues apareixen en grups compactes de 5 a 12 unitats, el fruit de cada una d'elles és una beina llanosa de forma espiral, que forma en conjunt una "bola" d'uns 15 a 20 mm de diàmetre.